# Eleleis crinita
Eleleis crinita är en spindelart som beskrevs av Simon 1893. Eleleis crinita ingår i släktet Eleleis och familjen Prodidomidae. Inga underarter finns listade i Catalogue of Life.